# A ti, mujer (álbum)
A ti, mujer es el segundo y último álbum de estudio de Juan Camacho. Fue lanzado en 1975 en España donde obtuvo buenas ventas gracias sobre todo a la canción que da título al L.p., ganadora del XVII Festival de Benidorm.
La mayor parte de los temas están compuestos por Juan Camacho y Juan Pardo aunque se decidió incluir tres versiones, todas ellas de boleros conocidísimos: «Colombiana», «Solamente una vez» y «Júrame».
Dentro de este álbum se incorporó la canción «Mía» aparecida en el anterior L.p., sustituyendo a «Aquí estoy yo», que no apareció hasta 1977 en formato sencillo.
A diferencia de su anterior álbum, las canciones que conformaron A ti, mujer se grabaron en España contando como arreglista único a Eduardo Leyva, compositor y teclista habitual del conjunto de músicos que acompañaba a Juan Pardo.

## Contenido
- Edición chilena bajo el título Júrame

| #  | Título            | Compositor(es)            | Duración |
| -- | ----------------- | ------------------------- | -------- |
| 1  | Júrame            | María Grever              | 3:57     |
| 2  | Aquí estoy yo     | Juan Camacho / Juan Pardo | 2:58     |
| 3  | Mía               | Juan camacho / Juan Pardo | 4:10     |
| 4  | Llámame           | Juan Pardo                | 4:03     |
| 5  | Solamente una vez | Agustín Lara              | 2:50     |
| 6  | A ti, mujer       | Juan Pardo / Juan Camacho | 3:47     |
| 7  | Tú                | Juan Camacho              | 4:22     |
| 8  | Golondrina        | Juan Pardo                | 5:03     |
| 9  | Perdón, perdón    | Juan Pardo / Juan Camacho | 2:57     |
| 10 | Nadie             | Juan Pardo                | 4:09     |

- Edición ecuatoriana

| #  | Título            | Compositor(es)            | Duración |
| -- | ----------------- | ------------------------- | -------- |
| 1  | Solamente una vez | Agustín Lara              | 2:50     |
| 2  | A ti, mujer       | Juan Pardo / Juan Camacho | 3:47     |
| 3  | Ese amor          | Juan Pardo / Juan Camacho | 3:44     |
| 4  | El mar de mi mal  | Juan Pardo                | 4:14     |
| 5  | Colombiana        | Tradicional (Juan Pardo)  | 3:38     |
| 6  | Júrame            | María Grever              | 3:57     |
| 7  | Llámame           | Juan Pardo                | 4:03     |
| 8  | Mía               | Juan camacho / Juan Pardo | 4:10     |
| 9  | Perdón, perdón    | Juan Pardo / Juan Camacho | 2:57     |
| 10 | Lorena            | Juan Pardo                | 4:38     |

- Edición española

| #  | Título            | Compositor(es)            | Duración |
| -- | ----------------- | ------------------------- | -------- |
| 1  | Colombiana        | Tradicional (Juan Pardo)  | 3:38     |
| 2  | Solamente una vez | Agustín Lara              | 2:50     |
| 3  | A ti, mujer       | Juan Pardo / Juan Camacho | 3:47     |
| 4  | Ese amor          | Juan Pardo / Juan Camacho | 3:44     |
| 5  | El mar de mi mal  | Juan Pardo                | 4:14     |
| 6  | Júrame            | María Grever              | 3:57     |
| 7  | Llámame           | Juan Pardo                | 4:03     |
| 8  | Mía               | Juan camacho / Juan Pardo | 4:10     |
| 9  | Perdón, perdón    | Juan Pardo / Juan Camacho | 2:57     |
| 10 | Lorena            | Juan Pardo                | 4:38     |

- Edición estadounidense

| #  | Título      | Compositor(es)             | Duración |
| -- | ----------- | -------------------------- | -------- |
| 1  | A ti, mujer | Juan Pardo / Juan Camacho  | 3:47     |
| 2  | Llámame     | Juan Pardo                 | 4:03     |
| 3  | Golondrina  | Juan Pardo                 | 3:47     |
| 4  | Mía         | Juan camacho / Juan Pardo  | 4:10     |
| 5  | Nadie       | Juan Pardo                 | 4:14     |
| 6  | Tú          | Manolo Galván / Juan Pardo | 3:57     |
| 7  | Construir   | Johanna McManus            | 4:03     |
| 8  | Mi soledad  | Ignacio Egaña              | 4:10     |
| 9  | Un año más  | Juan Pardo                 | 2:57     |
| 10 | Cerca de ti | Juan Pardo / Juan Camacho  | 4:38     |

## Créditos edición española
- Eduardo Gracia: bajo
- Pepe Sánchez: batería
- Pepe Ébano: percusión
- Carlos Villa: guitarra
- Eduardo Leyva: teclados

- Ingeniero de sonido: Alan Florence
- Arreglos: Eduardo Leyva
- Diseño portada: Santiago Monforte
- Fotografía: Francisco Ontañón
- Producción: Juan Pardo
- Una producción Piraña Musical para discos CBS

«A ti... mujer. A ti... oyente desconocido. A ti... persona que comparte con mi voz alegrías, tristezas o... soledad. Donde quiera que estéis... Gracias.
Mi agradecimiento por el apoyo moral, buen hacer y profesionalidad de la cantidad de personas que han hecho posible la realidad de este disco; entre ellas quiero citar a Pepe Ébano, Pepe Sánchez, José María Senabre, Eduardo Gracia y los coros de Ana y Johnny, Luz Casal y Luis Nodar.
La grabación ha sido realizada en Estudios Sonoland.»

## Sencillos
| # | Título      | Canciones que componen el sencillo | Edición |
| - | ----------- | ---------------------------------- | ------- |
| 1 | Llámame     | Llámame/Golondrina                 | 1974    |
| 2 | A ti, mujer | A ti, mujer/Lorena                 | 1975    |
| 3 | Júrame      | Júrame/Perdón, perdón              | 1976    |

## Reedición
Tras un silencio de quince años Sony Music, propietaria de los derechos fonográficos, sacó al mercado una reedición en formato compact disc del LP más conocido del cantante Juan Camacho. La publicación del nuevo disco se realizó mediante la remasterización de las cintas de grabación que la discográfica conservaba. Durante los 90 fue un método recurrente para volver a escuchar con calidad de audio los éxitos de grupos y cantantes de décadas anteriores.
- Datos: Q5654485